# بادمافات

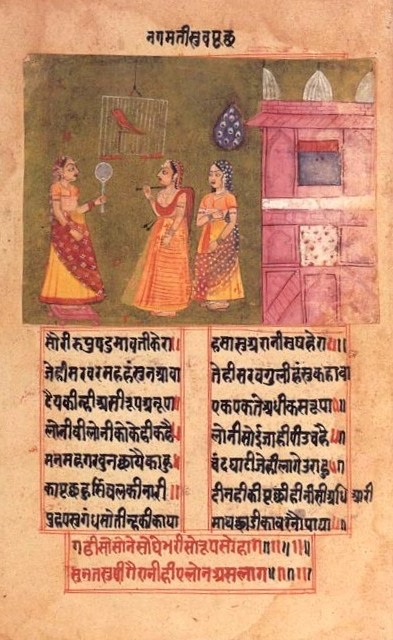
"تسأل الملكة ناجماتي بتسرع ببغاءها الجديد أيهما أجمل، هي أم مالكته السابقة الأميرة بادمافاتي من سريلانكا. وبطبيعة الحال، تحصل على إجابة مزعجة ". مخطوطة مصورة لبادمافات، ج. 1750

بادمافات (أو بادماوات) هي قصيدة ملحمية كتبها الشاعر الصوفي مالك محمد جياسي عام 1540، الذي كتبها باللغة العوضي Awadhi الهندوستانية، وفي الأصل بخط النستعليق الفارسي. وهو أقدم نص موجود من بين الأعمال المهمة في اللغة العوضي. وهي قطعة شهيرة من الأدب الصوفي من تلك الفترة، وهي تروي قصة خيالية مجازية عن رغبة سلطان دلهي علاء الدين الخلجي في الحصول على الملقبة بادمافاتي، ملكة شيتور. علاء الدين الخلجي وزوج بادمافاتي راتان سين شخصيات تاريخية، في حين أن بادمافاتي ربما كانت شخصية خيالية.

## حبكة

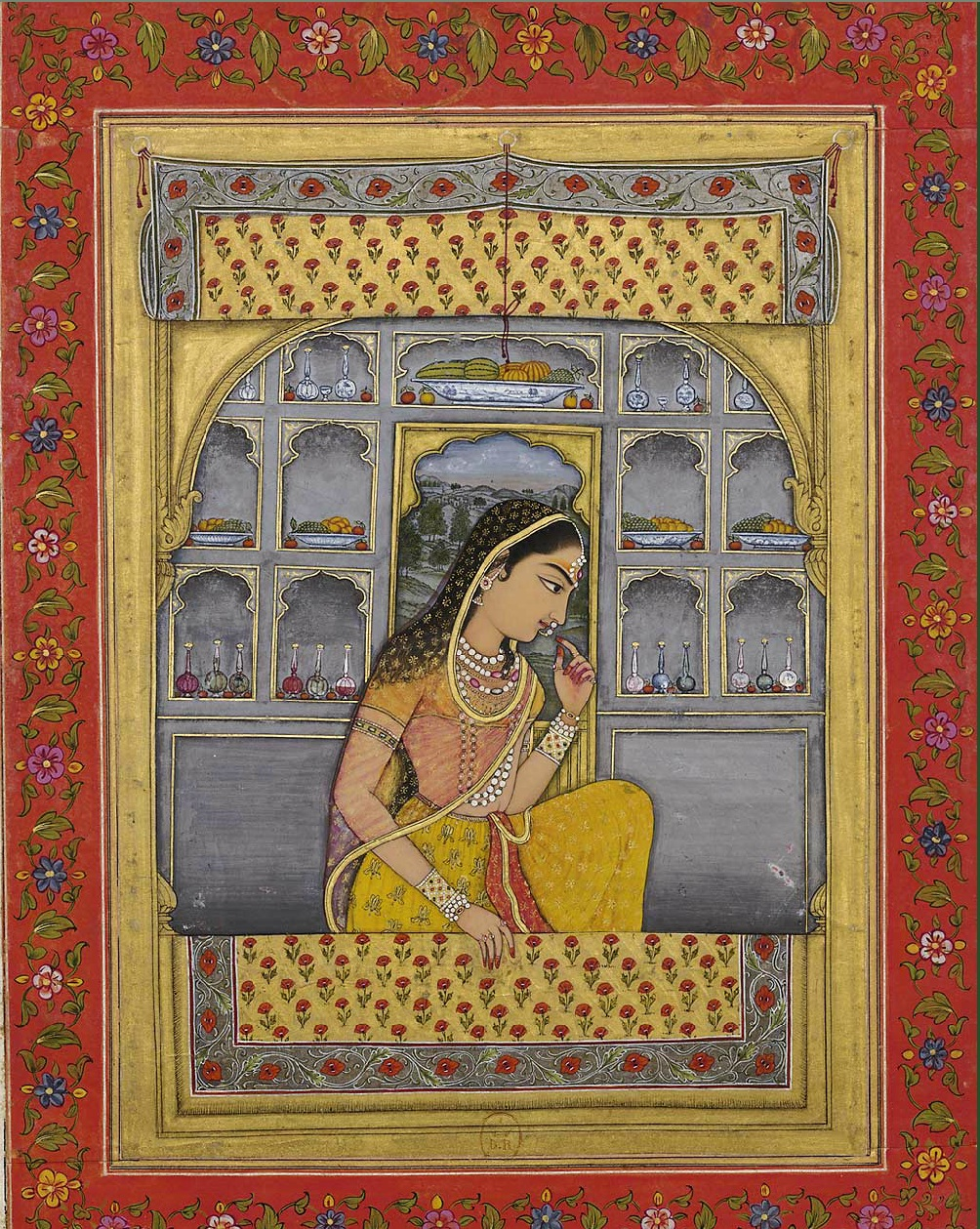
الأميرة بادمافاتي، عام 1765، من المكتبة الوطنية الفرنسية بباريس.

بادمافاتي، أميرة مملكة سنهال، صديقة مقربة للببغاء الناطق هيرامان. لا يوافق والدها على قربهم ويأمر بقتل الببغاء. يطير الببغاء بعيدًا هربًا من العقوبة، ولكن يتم القبض عليه من قبل صائد الطيور، وينتهي في النهاية كحيوان أليف لحاكم قلعة شيتور راتانسن. 
وبناءا على وصف الببغاء لجمال بادمافاتي، قرر راتانسن زيارة مملكة سينهال. انضم إليه 16000 من التابعين والأمراء، ومع الببغاء كمرشد له، وصل إلى سينهال بعد عبور البحار السبعة. هناك، يحاول الفوز بـ بادمافاتي من خلال أداء طقوس التقشف في المعبد. بعد أن أبلغ الببغاء، بادمافاتي تزور المعبد وتعود دون مقابلة راتانسن، على الرغم من أنها بدأت تتوق إليه. في هذه الأثناء، في المعبد، قررت راتانسن الانتحار لأنه لم يقابلها.  يتدخل الآلهة شيفا وبارفاتي، ونصحه شيفا بمهاجمة قلعة سينهال. 
يتنكر راتانسن وأتباعه متنكرين في زي الزاهدون، ويهاجمون القلعة، لكن غاندارفسن قبض عليهم. بينما يوشك راتانسن على الإعدام، يكشف شاعره عن هويته. ثم يُزوج غاندارفسن بادمافاتي إلى راتانسن، ويرتب أيضًا 16000 نساء بادميني لرفقتها.  (تعد بادميني الأفضل بين الأنواع الأربعة من النساء، وعادة ما توجد فقط في سينهال.) 
بينما يُكمل بادمافاتي وراتانسن زواجهما في سينهال، تتوق نجماتي الزوجة الأولى لـ راتانسن إليه في شيتور. تستخدم طائرًا لإرسال رسالة إلى سينهال، وبعد ذلك قرر راتانسن العودة إلى شيتور. يفتخر راتانسن بزواجه من أجمل امرأة على وجه الأرض، الأمر الذي عوقب بسببه بعاصفة بحرية خلال رحلة العودة. يتم إنقاذه هو وبادمافاتي بواسطة المحيط، لكن جميع أتباعهم يموتون في العاصفة. لاكشمي، ابنة المحيط، تختبر حب راتانسن لبادمافاتي من خلال الظهور أمامه متنكراً في زي بادمافاتي. يجتاز راتانسن الاختبار، ويكافأه المحيط ولاكشمي بهدايا. بهذه الهدايا، يجند حاشية جديدة في بوري، ويعود إلى شيتور. 
في شيتور، يتنافس بادمافاتي ونجماتي لجذب انتباه راتانسن. في البداية، كان يرضيهم عن طريق قضاء الليالي معهم بالتناوب، لكنه بعد ذلك يقيم السلام بتوبيخهم. في هذه الأثناء، ينفي رجل الحاشية البراهمية راغاف شيتان لفوزه في المسابقة عن طريق الاحتيال. تهدي بادمافاتي لراغاف سوارها من أجل تهدئته. 
راغاف يذهب إلى بلاط علاء الدين الخلجي في دلهي. عندما سئل عن الإسورة، وصف جمال بادمافاتي الذي لا مثيل له.  ثم حاصر علاء الدين شيتور، وطلب بادمافاتي لنفسه. يرفض راتانسن الطلب، ويعرض دفع الجزية بدلاً من ذلك. علاء الدين يرفض العرض والحصار مستمر. أخيرًا، كجزء من شروط السلام الجديدة، دعا راتانسن علاء الدين كضيف داخل الحصن، ضد نصيحة أتباعه غورا وبادال. يلقي علاء الدين بشكل مخادع لمحة عن بادمافاتي، ويأسر راتانسن، ويعود إلى دلهي. 
تطلب بادمافاتي من غورا وبادال مساعدتها لتحرير راتانسن. دخل الرجلان وأتباعهما إلى قلعة دلهي متنكرين في زي بادمافاتي ورفاقها. أطلقوا سراح راتانسن، لكن غورا قُتل وهو يقاتل أثناء الهروب، بينما أخذ بادال راتانسن إلى شيتور. 
أثناء غياب راتانسن، يقترح حاكم كومبالنر ديفال الزواج من بادمافاتي. عند عودته، يتعلم راتانسن عن هذه الإهانة ويقرر معاقبة ديبال. في المعركة الفردية التي تلت ذلك، قتل راتانسن وديفال بعضهما البعض. في غضون ذلك، يصل جيش علاء الدين إلى شيتور. في مواجهة هزيمة معينة، انتحرت نجماتي وبادمافاتي جنبًا إلى جنب مع نساء أخريات في الحصن على يد جوهار (التضحية الجماعية بالنفس)، بينما يقاتل الرجال حتى الموت. استولى علاء الدين على قلعة فارغة، وبالتالي حرم من جائزته. 
يتأمل علاء الدين في انتصاره الباهظ الثمن، وطبيعة الرغبة التي لا تشبع. يلتقط رماد راتانسن وزوجتيه بادمافاتي ونجماتي، متأسفًا على أنه «أراد تجنب ذلك». يتابع علاء الدين قائلاً: «الرغبة لا تشبع، دائمة / لكن هذا العالم خادع وعابر / رغبة لا تشبع يستمر الإنسان في امتلاكها / حتى تنتهي الحياة ويصل إلى قبره».

## المخطوطات
تختلف المخطوطات القديمة الموجودة لبادمافات اختلافًا كبيرًا في الطول، وهي مكتوبة بعدد من النصوص المختلفة، بما في ذلك الكيثي والناغاري والنستعليق. 
تشكل مخطوطات النستعليق أقدم طبقة من النص. أقدم مخطوطة موجودة لبادمافات هي مخطوطة نستعليق نسخها محمد شاكر عام 1675 في أمروها. تم اكتشافه في رامبور، ويحتوي على ترجمات بين السطور الفارسية.  تشمل المخطوطات الفارسية الأخرى المخطوطات التي نسخها رحيمداد خان من شاه جهانبور (1697) وعبد الله أحمد خان محمد من جوراخبور (1695). 
تحتوي مخطوطات الكيثية على عدد كبير من الآيات الإضافية، وغالبًا ما تكون غير مكتملة أو مكتوبة بشكل سيئ. 
نشر ماتابراساد جوبتا طبعة نقدية للنص، تستند إلى خمسة مخطوطات مختلفة، أقدمها من القرن السابع عشر. 

## الترجمات والتكييفات
أقدم تعديل معروف لبادمافات هو بريم ناما (1590) لهانسا دكاني، شاعر البلاط إبراهيم شاه سلطنة بيجابور. 
توجد اثنا عشر تعديلًا لـ بادمافات باللغتين الفارسية والأردية. وأشهرها رات بادام وشاما وبروانا. يتبع رات بادام (1618) للملا عبد الشكور أو الشيخ شكر الله بازمي من ولاية غوجارات مؤامرة بادمافات عن كثب، لكنه يتجاهل الرمزية الصوفية للشخصيات والأحداث. تحتفظ Shama-wa-parwanah (1658) من عقيل خان الرازي (حاكم دلهي في عهد أورنجزيب) بالرمزية الصوفية. 
تأثرت الملحمة البنغالية بادمافاتي التي كتبها Alaol في القرن السابع عشر بهذا. ألهمت عددًا من الروايات والمسرحيات والقصائد في الأدب البنغالي في القرن التاسع عشر. كما تضمنت تعديلات بنغالية بواسطة كشيرودي براساد فيديافينودي في عام 1906 وأبانيندراناث طاغور في عام 1909.
بادمافات هو المصدر النهائي لأوبرا Padmâvatî لألبرت روسيل (1923).
أحد أشهر الآداب البورمية، မင်း ကုသ နှင့် ပပဝတီ (مينكوثا وباباواتي) هو تكيف فضفاض لقصة بادمافاتي، يتم تكييفه في عدة إصدارات من المسرحيات والكتب.
تشمل التعديلات السينمائية المبكرة فيلم التاميل شيتور راني بادميني (1963) والفيلم الهندي ماهاراني بادميني (1964). بادمافاتي (2018)، فيلم بوليوود هندي من إخراج سانجاي ليلا بهنسالي، يستند إلى بادمافات.

## تاريخيا
قام المؤرخون الفارسيون في العصور الوسطى المتأخرون مثل فريشته وحاجيودابير بتكييف أسطورة بادمافات كتاريخ، لكن حساباتهم تعاني من التناقضات.  كما قام شعراء راجبوت اللاحقون بتكييف الأسطورة وتوسيعها، دون اعتبار للحقائق التاريخية.  أصبح غورا بادال بادميني تشوباي بواسطة Hemratan (حوالي 1589 م) أول تكيف شعبي مع راجبوت للأسطورة. بين القرنين السادس عشر والثامن عشر، تم تجميع المزيد من إصدارات راجبوت من أسطورة بادمافاتي في راجستان الحالية، تحت رعاية زعماء راجبوت.  معظم تواريخ العصور الوسطى التي كُتبت بعد فيريشتا (القرن السادس عشر)، بما في ذلك القرن الثامن عشر باهرولامفاج، تذكر حادثة بادمافاتي. تشير أوجه التشابه الوثيق في الروايات الأسطورية المختلفة حول بادمافاتي إلى أن كل هذه الروايات تستند إلى بادمافات لجياسي.  كما ذكر نيكولاو مانوتشي القصة في كتابه Storia do Mogor، لكنه وضعها خلال غزو الملك أكبر في القرن السادس عشر لشيتور. 
يشير المؤرخ كيشوري ساران لال إلى العديد من التناقضات في أسطورة بادمافات. على سبيل المثال، صعد راتناسيمها العرش عام 1301، وهزمه علاء الدين عام 1303، بينما ادعى بادمافات أن راتناسيمها قضى 12 عامًا في البحث عن بادمافاتي، ثم 8 سنوات في صراع مع علاء الدين.  يشير لال أيضًا إلى التناقضات في روايات مؤرخي العصور الوسطى اللاحقين. على سبيل المثال، تذكر فيريشتا أن علاء الدين أمر ابنه خزر خان بإخلاء شيتور في عام 1304، ثم عين ابن أخ راتناسيمها حاكمًا جديدًا لها. ومع ذلك، غادر خيزر خان شيتور بعد عام 1304.  وفقًا للال، يقترح جياسي نفسه أن بادمافات يُقصد به أن يكون قصة رمزية، وليس سردًا لحدث تاريخي، لأن المؤلف يذكر أنه في روايته، يشير شيتور إلى الجسد، رجا (راتناسيمها) للعقل، سينهال للقلب، بادمافاتي للحكمة، وعلاء الدين للشهوة.  يستنتج لال أن الحقائق التاريخية الوحيدة في الأسطورة هي أن علاء الدين استولى على شيتور، وأن نساء الحصن (بما في ذلك ملكة راتناسيمها) ماتوا بواسطة جوهار.  يعتقد بانارسي براساد ساكسينا أنه حتى رواية الموت بجوهار هي اختلاق: المؤرخ المعاصر أمير خسرو يشير إلى جوهار خلال الفتح السابق لرانثامبور، لكنه لا يذكر أي جوهار في شيتور. 
فيما يتعلق بتاريخ قصة بادميني (بادمافاتي)، كتب المؤرخ س. روي في تاريخ وثقافة الشعب الهندي أن «...... يقول أبو الفضل بالتأكيد أنه يروي قصة بادميني من» السجلات القديمة«، والتي لا يمكن أن تشير بوضوح إلى البادمات، وهو عمل معاصر تقريبًا....... يجب الاعتراف بأنه لا توجد استحالة متأصلة في نواة قصة بادميني خالية من جميع الزخارف، ولا ينبغي رفضها تمامًا باعتبارها أسطورة. لكن من المستحيل، في الحالة الراهنة لمعرفتنا، اعتبارها بالتأكيد حقيقة تاريخية».

## روابط خارجية
- بادوماواتي لمالك محمد جيسي، الترجمة الإنجليزية GA Grierson و Sudhakara Dvivedi
- بادمافات في نص ديفاناغاري